# Nadia Farès
Nadia Farès (en árabe: نادية فارس) es una actriz marroquí nacionalizada francesa.

## Biografía
Farès nació en Marrakech, Marruecos. Hizo su debut en la película de 1992 My Wife's Girlfriends de Didier Van Cauwelaert en el papel de Béatrice de Mennoux. Alcanzó el reconocimiento mediático luego de su participación en el filme Los ríos de color púrpura de Mathieu Kassovitz en el año 2000. Otros de sus créditos en cine incluyen producciones como War y Storm Warning.

## Filmografía

### Cine
- 1992 : My Wife's Girlfriends de Didier Van Cauwelaert : Béatrice de Mennoux
- 1994 : Elles n'oublient jamais de Christopher Frank : Angela
- 1995 : Policier de Giulio Base : Stella
- 1995 : Dis-moi oui... de Alexandre Arcady : Florence
- 1996 : Hommes, femmes : mode d'emploi de Claude Lelouch : Secretaria
- 1997 : Les Démons de Jésus de Bernie Bonvoisin : Marie
- 1997 : Sous les pieds des femmes de Rachida Krim : Fouzia
- 1999 : Les Grandes Bouches de Bernie Bonvoisin : Esther
- 1999 : Le Château des singes de Jean-François Laguionie : Gina
- 2000 : Los ríos de color púrpura de Mathieu Kassovitz : Fanny Ferreira
- 2001 : Coup franc indirect de Youcef Hamidi
- 2002 : Nid de guêpes de Florent Emilio Siri : Hélène Laborie
- 2002 : Le Mal de vivre de Jean-Michel Pascal : Sandrine
- 2004 : Pour le plaisir de Dominique Deruddere : Julie
- 2005 : L'Ex-femme de ma vie de Josiane Balasko : Ariane
- 2007 : Insane de Jamie Blanks
- 2007 : Storm Warning de Jamie Blanks : Pia
- 2017 : Chacun sa vie et son intime conviction de Claude Lelouch
- 2019 : Lucky Day de Roger Avary

### Televisión
- 1990 : Navarro : Sara
- 1991 : The Exile : Jacquie Decaux
- 1992 : Le Second Voyage de Jean-Jacques Goron : Yasmina
- 1992 : Counterstrike : Jeanette
- 1995 : Le Cavalier des nuages de Gilles Béhat : Melka
- 1995 : Quatre pour un loyer
- 1996 : Flairs ennemis de Robin Davis : Karen
- 2001 : L'Enfant de la nuit by Marian Handwerker : Eva
- 2002 : Apporte-moi ton amour de Éric Cantona : Nan
- 2006 : L'Empire du Tigre by Gérard Marx : Gabrielle
- 2007 : War de Philip G. Atwell : Jade
- 2009 : Revivre de Haim Bouzaglo : Emma Elbaz
- 2016 : Marseille